# Corsia di emergenza
La corsia di emergenza o corsia di soccorso è una corsia delle strade a più corsie (in particolare delle superstrade e delle autostrade) destinata alla fermata dei veicoli in avaria o in difficoltà ed alla circolazione dei veicoli di controllo, assistenza e soccorso. L'art. 3 del codice della strada la definisce: corsia, adiacente alla carreggiata, destinata alle soste di emergenza, al transito dei veicoli di soccorso ed, eccezionalmente, al movimento dei pedoni, nei casi in cui sia ammessa la circolazione degli stessi.

## Descrizione

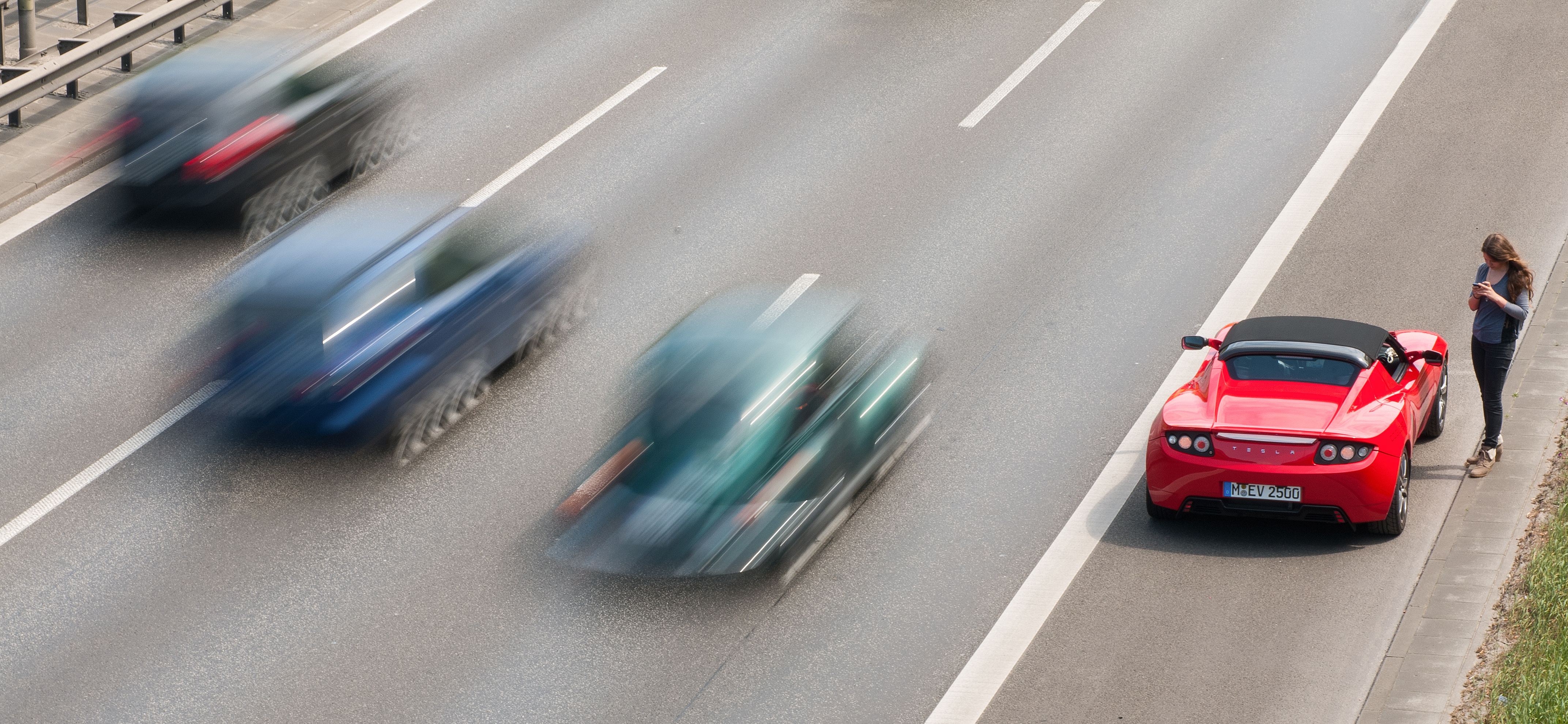
Una Tesla Roadster ferma sulla corsia d'emergenza

In Italia è delimitata da una striscia continua bianca al margine destro della carreggiata, che fino al 1992 era gialla (come tutte le strisce di margine dell'epoca).
È generalmente progettata e realizzata con dimensioni in larghezza atte a consentire la sosta momentanea di veicoli senza interferire con il normale flusso di traffico.
È buona norma di comportamento utilizzare la corsia di emergenza esclusivamente per lo scopo a cui è destinata e, comunque, non oltre le tre ore. È espressamente vietato dal codice della strada il transito di veicoli che non siano preposti al controllo ed al soccorso. In caso di sosta forzata sulla corsia di emergenza, secondo le nuove normative, per scendere dal veicolo è obbligatorio indossare un giubbino rifrangente omologato con marchio CE.
Gli automobilisti che utilizzano la corsia di emergenza e soccorso per superare ingorghi o code commettono azione irresponsabile e criminale, poiché rallentano l'intervento di ambulanze e mezzi di soccorso vario in caso di incidente stradale o disastro; nel solo caso giustificato dalla presenza di ingorghi autostradali, è possibile utilizzare la corsia di emergenza esclusivamente con lo scopo di raggiungere la più vicina uscita autostradale e se e solo se questa dista meno di 500 metri, mantenendo comunque l'obbligo di non intralciare il transito dei veicoli di soccorso.

## Situazione all'estero

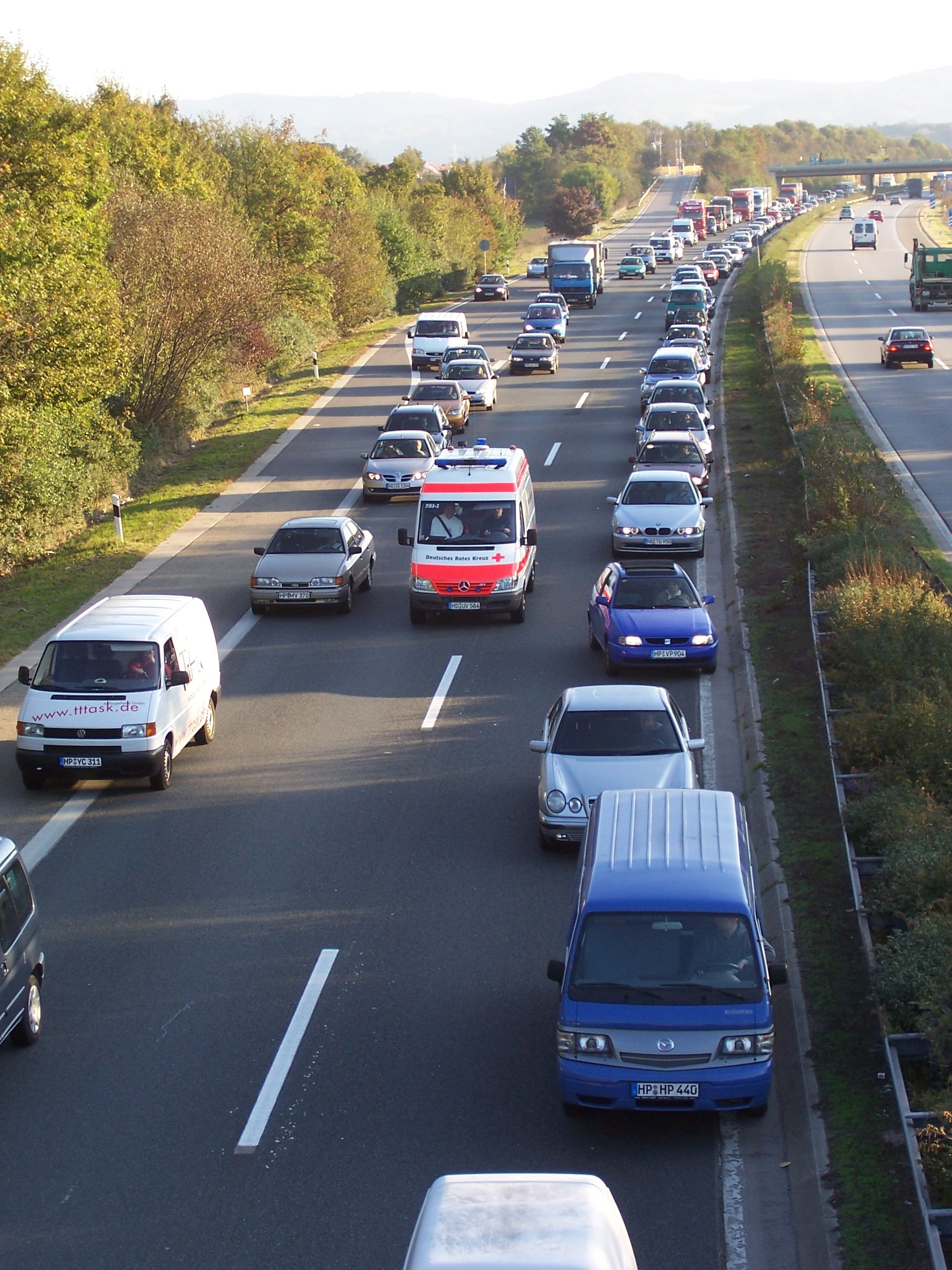
Passaggio lasciato libero per veicoli d'emergenza su un'autostrada in Germania

In alcuni paesi europei (Germania, Austria, Repubblica Ceca, Svizzera) la corsia di emergenza serve solamente per la sosta di veicoli in avaria e non per il transito di mezzi di soccorso. Queste corsie di emergenza sono infatti relativamente strette e possono essere bloccate da veicoli in panne o anche da cartelli stradali di cantiere, inoltre sulla corsia di marcia adiacente si trovano molti mezzi pesanti, ingombranti e difficile da spostare in caso di passaggio difficoltoso.
In queste situazioni, il transito dei mezzi di soccorso avviene invece tramite la Rettungsgasse, un "varco di emergenza" che viene lasciato libero tra le corsie di marcia dalle auto in sosta. Ogni volta che si forma una coda, e non solo quando ci sono dei mezzi di emergenza in arrivo, tra la corsia più a sinistra e quella adiacente bisogna lasciare libero un passaggio. Per questo le vetture sulla corsia di sinistra devono accostarsi il più possibile al guardrail e quelle sulla corsia di destra devono spostarsi a destra, impegnando se necessario anche la corsia di emergenza. 
Questa soluzione consente il passaggio più sicuro e veloce dei mezzi di soccorso. Questa norma vige in Germania, Austria, Svizzera e Slovenia. In Italia e nei Paesi Bassi, invece, non esistono norme per la creazione dei varchi di emergenza laddove la corsia di emergenza non sia presente o percorribile.